# Helosciomyzidae
Helosciomyzidae zijn een familie uit de orde van de tweevleugeligen (Diptera), onderorde vliegen (Brachycera). Wereldwijd omvat deze familie zo'n 11 genera en 28 soorten.

## Taxonomie
De volgende taxa zijn bij de familie ingedeeld:
- Cobergius Barnes, 1981[1]
  - Cobergius vittatus (Macquart, 1851)[2]
- Dasysciomyza Barnes, 1981[1]
  - Dasysciomyza setuligera (Malloch, 1922)[3]
  - Dasysciomyza pseudosetuligera (Tonnoir & Malloch, 1928)[4]
- Eurotocus Steyskal in Steyskal & Knutson, 1979[5]
  - Eurotocus australis Steyskal in Steyskal & Knutson, 1979[5]
- Helosciomyza Hendel, 1917[6]
  - Helosciomyza anaxantha Steyskal in Steyskal & Knutson, 1979[5]
  - Helosciomyza fuscinevris (Macquart, 1851)[2]
  - Helosciomyza bickeli McAlpine, 2012[7]
  - Helosciomyza subacuta McAlpine, 2012[7]
  - Helosciomyza neboissi McAlpine, 2012[7]
  - Helosciomyza australica Steyskal in Steyskal & Knutson, 1979[5]
  - Helosciomyza steyskali McAlpine, 2012[7]
  - Helosciomyza obliqua McAlpine, 2012[7]
  - Helosciomyza driesseni McAlpine, 2012[7]
  - Helosciomyza macalpinei Steyskal in Steyskal & Knutson, 1979[5]
  - Helosciomyza subalpina Tonnoir & Malloch, 1928[4]
- Luta McAlpine, 2012[7]
  - Luta luteipennis (Steyskal, 1979)[5]
- Napaeosciomyza Barnes, 1981[1]
  - Napaeosciomyza rara (Hutton, 1901)[8]
  - Napaeosciomyza spinicosta (Malloch, 1922)[3]
  - Napaeosciomyza subspinicosta (Tonnoir & Malloch, 1928)[4]
- Neosciomyza Barnes, 1981[1]
  - Neosciomyza anhecta (Steyskal in Steyskal & Knutson, 1979)[5]
  - Neosciomyza peckorum McAlpine, 2012[7]
- Polytocus Lamb, 1909[9]
  - Polytocus costatus Harrison, 1976[10]
  - Polytocus spinicosta Lamb, 1909[9]
- Sciogriphoneura Malloch, 1933[11]
  - Sciogriphoneura brunnea Steyskal, 1977[12]
  - Sciogriphoneura nigriventris Malloch, 1933[11]
- Scordalus Barnes, 1981[1]
  - Scordalus femoratus (Tonnoir & Malloch, 1928)[4]
- Xenosciomyza Tonnoir & Malloch, 1928[4]
  - Xenosciomyza prima Tonnoir & Malloch, 1928[4]
  - Xenosciomyza turbotti Harrison, 1955[13]

### Synoniemen
- Helosciomyza luteipennis Steyskal in Steyskal & Knutson, 1979 =[1][7] Luta luteipennis Steyskal, 1979
- Helosciomyza ferruginea Hendel, 1917[6] =[7] Helosciomyza fuscinevris (Macquart, 1851)[2]
- Neosciomyza luteipennis  (Steyskal, 1979)[5] =[7] Luta luteipennis (Steyskal, 1979)[5]
- Sciomyza fuscinevris Macquart, 1851[2] = Helosciomyza fuscinevris (Macquart, 1851)[2]
- Helosciomyza anhecta Steyskal, 1979[5] =[1] Neosciomyza anhecta (Steyskal, 1979)[5]
- Helomyza vittata Macquart, 1851[2] = Cobergius vittatus (Macquart, 1851)[2]
- Cobergius canus Barnes, 1981[1] = Cobergius vittatus (Macquart, 1851)[2]
- Cobergius hirsutus Barnes, 1981[1] = Cobergius vittatus (Macquart, 1851)[2]
- Helosciomyza femoratus Tonnoir & Malloch, 1928[4] =[1] Scordalus femoratus (Tonnoir & Malloch, 1928)[4]
- Helosciomyza pseudosetuligera Tonnoir & Malloch, 1928[4] =[1] Dasysciomyza pseudosetuligera (Tonnoir & Malloch, 1928)[4]
- Helosciomyza setuligera Malloch, 1922[3] =[1] Dasysciomyza setuligera (Malloch, 1922)[3]
- Helosciomyza rara (Hutton, 1901)[8] =[1] Napaeosciomyza rara (Hutton, 1901)[8]
- Helosciomyza spinicosta Malloch, 1922[3] =[1] Napaeosciomyza spinicosta (Malloch, 1922)[3]
- Helosciomyza subspinicosta Tonnoir & Malloch, 1928[4] =[1] Napaeosciomyza subspinicosta (Tonnoir & Malloch, 1928)[4]
- Helosciomyza simillima Harrison, 1959[14] =[1] Napaeosciomyza rara (Hutton, 1901)[8]
- Tetanocera rara Hutton, 1901[8] = Napaeosciomyza rara (Hutton, 1901)[8]